# Jack or Jive
Jack or Jive est un groupe japonais de Heavenly voices fondé en 1989 dans la région d'Osaka par la chanteuse et compositrice Chako et le musicien Makoto Hattori (claviers et percussions).
Le duo connait une notoriété essentiellement sur la scène indépendante européenne où il est distribué par le label français Prikosnovénie.

## Historique
Chako et Makoto Hattori enregistrent à leur domicile en février ou mars 1989 les premières chansons de Jack or Jive. Neuf titres sont sélectionnés pour figurer sur une cassette audio intitulée Expatriation, produite et distribuée par le duo via un disquaire d'Osaka en 1990,.
Le premier album, Prayer, sort en 1991 sur le label indépendant allemand Dradomel qui est rattaché à Dragnet Records.   
Le style musical du groupe se définit par une musique où dominent les nappes de synthétiseurs, le piano, les percussions et la voix de Chako. Cette dernière chante en japonais ou en anglais mais laisse parfois place à l'improvisation, le langage devient alors plus abstrait,,.
L'œuvre musicale du groupe est empreinte de spiritualité. Chako, qui a appris le chant toute seule, a déclaré qu'elle cherchait à exprimer le côté spirituel des choses par le son. Sa voix est en général le point de départ des compositions. 
Un soin particulier est apporté à l'esthétique, que ça soit pour les pochettes des disques (dessins, photos et calligraphies réalisés par Chako) ou pour la scène (costumes inspirés par la tradition japonaise, décor). L'artwork est par ailleurs réalisé en collaboration avec un créateur de vêtements, Seizo Inoue.
Jack or Jive a collaboré avec plusieurs artistes européens. En 1992, après des concerts donnés en Allemagne, le groupe rencontre Christoph Heeman et réalise avec lui l'album Yukigafuru(1-4) qui sort l'année suivante sous le nom de Seclusion,.
En 2002, le duo collabore avec Francesco Banchini, alias Gor, qui a plusieurs fois joué avec le groupe italien Ataraxia, et enregistre l'album Soleil. Trois ans plus tard c'est avec Alio Die, projet du musicien Stefano Musso, que les japonais travaillent, ce qui donnera l'album de musique ambient Mei-Jyu.
Le groupe a sorti un album et un EP sous le nom Jack or Jive Lights en 1994. Les morceaux étant jugés par le duo plus pop, plus lumineux, et donc plus légers que ce qu'il produisait d'habitude, l'adjectif Lights fut ajouté au nom, en clin d'œil humoristique,.
L'album Kenka (dont le titre signifie "fleurs dédiées" en japonais) est dédié aux victimes du séisme de 1995 de Kōbe.
Chako a publié un album en solo en 1996 intitulé Ebb & Flow.

## Discographie

### Cassette audio
- 1989 : Expatriation - Autoproduction

### Albums
- 1991 : Prayer - Dragnet Records, réédité en 1999 chez Prikosnovénie avec 4 inédits
- 1992 : Mujyo - Dragnet Records, réédité en 1999 chez Prikosnovénie avec 4 inédits
- 1993 : Yukigafuru(1-4) - collaboration avec Christoph Heeman sous le nom de Seclusion - Some Fine Legacy
- 1994 : Kagura - Live in Kyoto - Dragnet Records, réédité en 2010 chez White Rabbit Records avec 6 inédits
- 1994 : A Solo Exhibition - sous le nom Jack or Jive Lights - Elves Records
- 1996 : Ebb & Flow - album solo de Chako - Elves Records
- 1997 : Kenka - Devoted Flowers - Elves Records, réédité en 2004 chez Prikosnovénie avec 5 inédits
- 1999 : The Earth - Prikosnovénie
- 2000 : Kismet - Prikosnovénie
- 2000 : Opera - Legend of Biwako - format 33 tours - Low Life Records
- 2002 : Towards The Event Horizon - White Rabbit Records
- 2002 : Soleil - en collaboration avec GOR - Prikosnovénie
- 2004 : Life - White Rabbit Records
- 2004 : Absurdity - Prikosnovénie
- 2005 : Face The Music - Édition limitée - White Rabbit Records
- 2005 : Mei-Jyu - collaboration avec Alio Die - Projekt Records
- 2006 : ISSIN - 1988-2006 - coffret 3 CD - Ultra Mail Prod
- 2008 : Kakugo - Prikosnovénie
- 2009 : Kokorobito Live in Hong Kong 2008 - 2 CD, live et studio, édition limitée - Ultra Mail Prod
- 2011 : Tenshou - Cynfeirdd, Ultra Mail Prod
- 2014 : 108 - Enregistrements de 1993 et 1998, édition limitée - Ultra Mail Prod

### Singles et EP
- 1991 : (Dura)² Du / To Your Rise - 45 tours - Dragnet Records
- 1994 : A Picture of a Dancer - EP 4 titres- sous le nom de Jack or Jive Lights - Elves Records
- 1998 : A Carrier Pigeon - 45 tours - Low Life Records
- 1998 : Tidal Current - EP 4 titres - Prikosnovénie
- 2000 : Gyakkou - EP 6 titres, édition limitée - White Rabbit Records

### Apparitions sur des compilations
Apocalyptic Vision
- 1995 : Jekura; Deep the eternal forest - 1 title: Venus

Compilations du label Prikosnovénie
- 1996 : Iris - 3 titres
- 1998 : Belladonne - 2 titres
- 2001 : Belladonne 2 - 1 titre + 2 collaborations de Chako
- 2003 : Fairy World 1 - 1 titre en collaboration avec GOR
- 2005 : Fairy World 2 - 1 titre